# Simon Gade
Simon Sandgrav Gade (* 3. Januar 1997 in Holstebro) ist ein dänischer Handballspieler.

## Karriere

### Verein
Simon Gade lernte das Handballspielen in seiner Heimatstadt beim Team Tvis Holstebro. Ab 2014 kam er zu Einsätzen in der ersten dänischen Liga, der Håndboldligaen, und im EHF-Pokal. 2020 wechselte der 1,94 m große Torwart zu Aalborg Håndbold, mit dem er 2021 die Meisterschaft gewann. In der EHF Champions League 2020/21 erreichte er mit dem Team das Endspiel, in dem man dem FC Barcelona unterlag. Zur Spielzeit 2023/24 wechselte er zum deutschen Bundesligisten TSV Hannover-Burgdorf.

### Nationalmannschaft
Mit der dänischen Junioren-Nationalmannschaft gewann Gade die Silbermedaille bei der U-21-Weltmeisterschaft 2017. In der dänischen A-Nationalmannschaft debütierte er am 9. März 2023 beim 30:23-Sieg gegen Deutschland in Aalborg.